# Meule (agriculture)

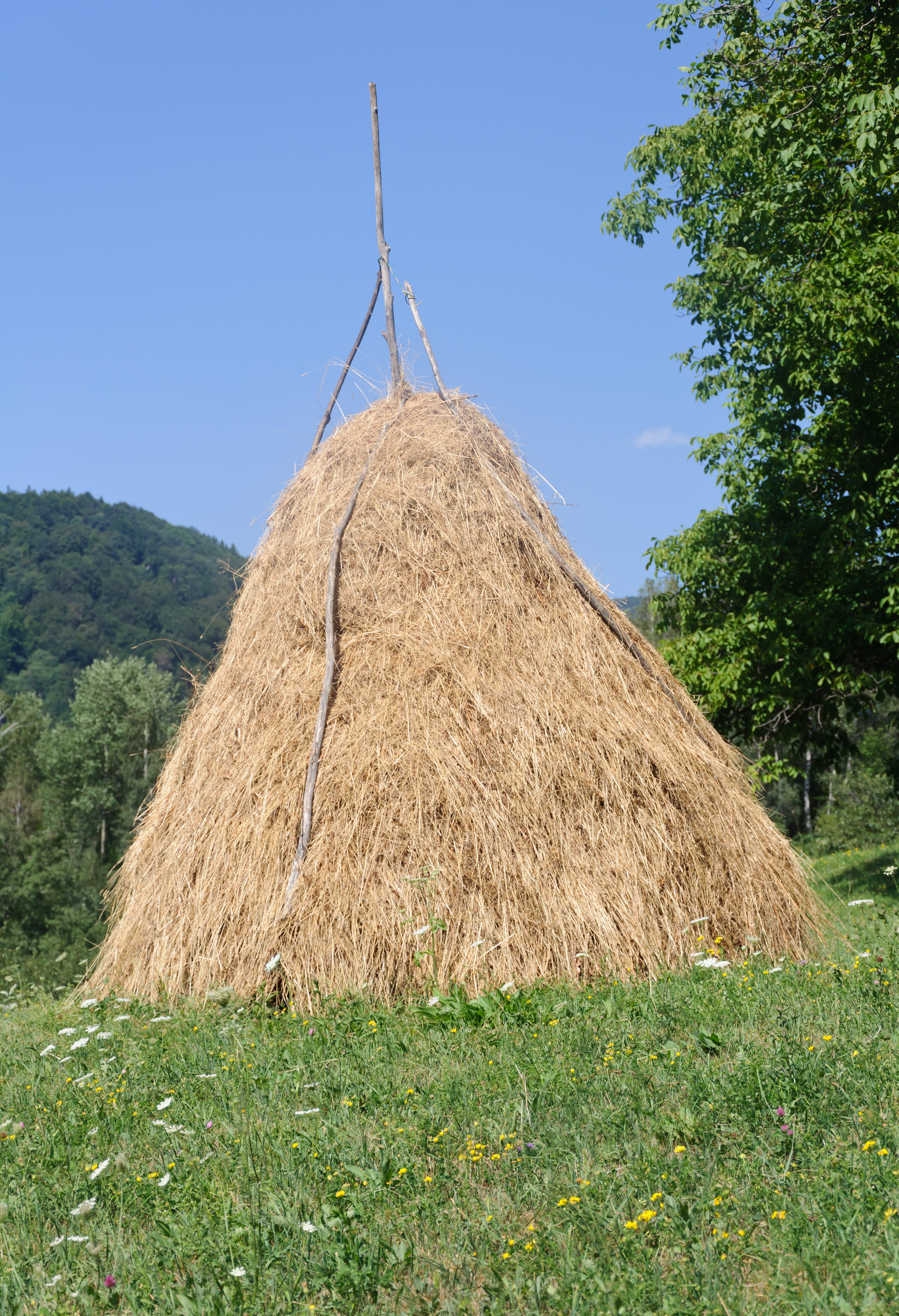
Meule de foin, Roumanie, 2012

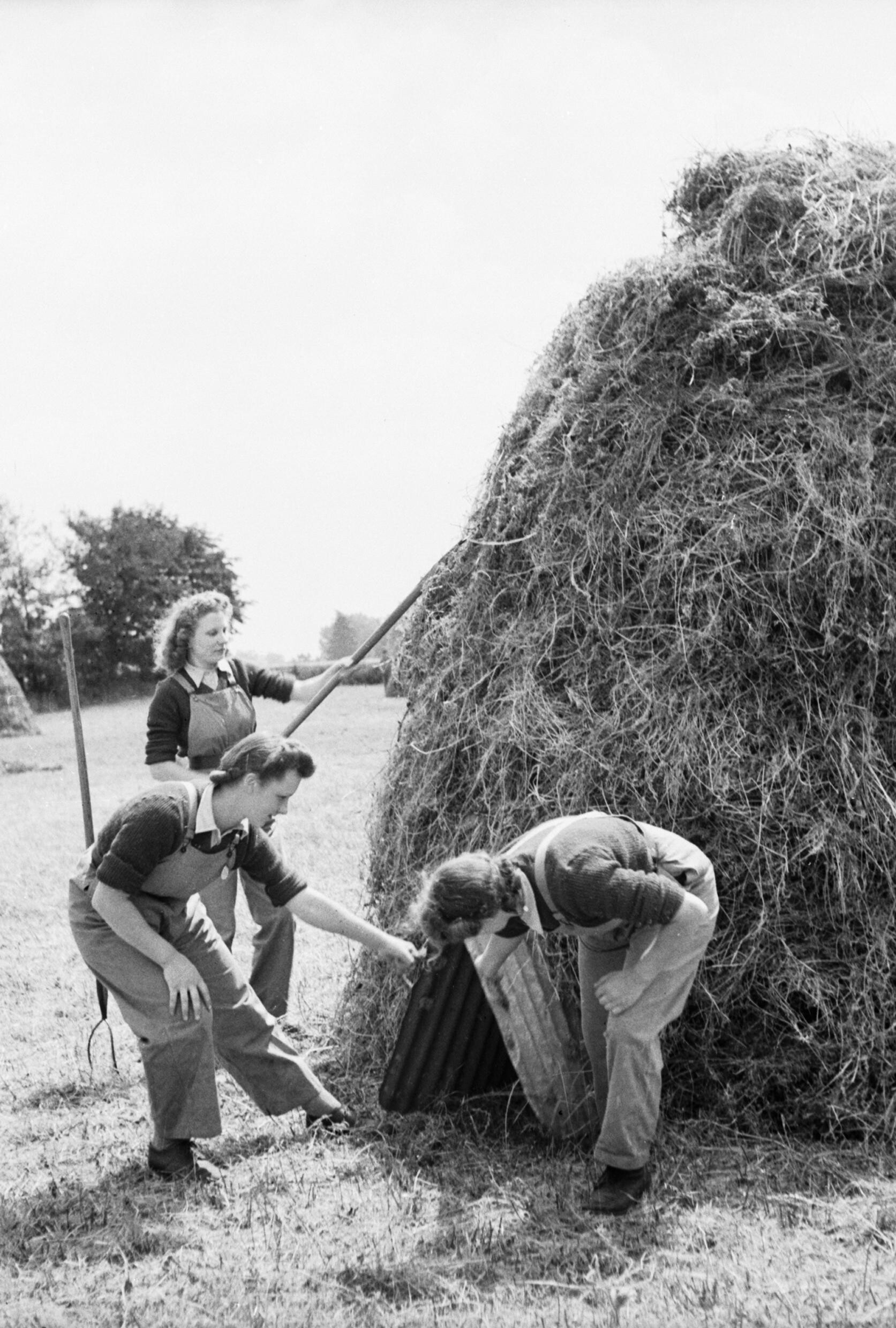
Mise en meule de foin, aménagement d'une ventilation par des Land Girls (Women's Land Army) Angleterre, 1942.

Une meule en agriculture désigne un amas (ou pile) de foin, de paille ou de céréales avant battage (tiges plus épis) dressé en extérieur de telle façon qu'il puisse résister aux intempéries. Cette méthode était très utilisée avant son quasi-abandon au profit du stockage en balles avec la mécanisation de l'agriculture.
Il faut distinguer :
- les petites meules ou meulons qui servent au séchage au pré du foin en vrac. Après séchage, elles peuvent être utilisées sur place ou ramenées à la ferme. Les gerbes de céréales en meulons continuaient aussi à sécher avant leur transport à la ferme ;
- les grandes meules qui servent de stockage définitif pour le foin et la paille et d'entreposage avant battage pour les gerbes de céréales, le plus souvent près de la ferme mais pas trop près des bâtiments.
- des types intermédiaires sont possibles.

Ces meules d'abord utilisées pour le foin en vrac, probablement depuis les débuts de l'élevage au Néolithique, l'ont été à partir des années 1860 pour les gerbes de céréales puis pour les bottes basses densités de foin ou de paille.
À ses débuts, l'ensilage a parfois été réalisé en meules qui étaient alors chargées par un matériau imperméable. Au Québec un silo-meule est l'équivalent d'un silo-taupinière en France.

## Description
Ces meules traditionnelles présentaient cependant l'inconvénient de pouvoir laisser moisir les parties exposées à la pluie, en cas d'intempéries, au risque de rendre malades les animaux. Bien dresser les meules était une tâche requérant de l'habileté.
Lors de la révolution industrielle, le travail à bras d'homme est remplacé par celui des machines, et les meules par les bottes, balles et ballots stockés en fenil, et aussi à même le champ.

### Meules destinées au séchage
Après l'andainage, le foin est rassemblé en petites meules ou meulons à la fourche, sur des zones plutôt surélevées pour éviter l'eau stagnante, éventuellement sur du vieux foin ou de la paille (le « soutrait ») pour éviter les moisissures. Ces zones peuvent comporter un pôle central en bois ou siccateur autour duquel on dépose le foin en tuiles par anneaux successifs (les « lits ») pour se prémunir contre la pluie.
Lorsque le foin est sec, on peut entourer la meule d'une clôture pour empêcher les animaux de l'approcher.
On pouvait servir les animaux auprès de la meule pour qu'ils se nourrissent quotidiennement lorsque l'herbe sur pied venait à manquer.
Dans certaines régions à climat pluvieux, on disposait le foin sur une base en bois et on ajoutait un chapeau formant une toiture de hauteur réglable qui était redescendu au fur et à mesure de l'utilisation. Ce principe avait été modernisé dans les années 1970 avec la tour à foin, sans succès.

### Grandes meules
Elles servent au stockage définitif en extérieur, à proximité de la ferme. Elles sont dressées selon le même principe : lits successifs se tuilant et se terminant par le chapeau conique.
Meule de paille peut aussi se dire pailler et meule de gerbes gerbier.

### Meules modernes sous bâches
Les meules traditionnelles ont disparu avec la mise en bottes moyenne densité mais aujourd'hui les bottes de foin sec ou de paille sont parfois mises en meules en extérieur et recouvertes d'un film de polyéthylène parfois ensuite chargé avec des bottes de paille. Par rapport à un hangar, c'est une méthode de stockage (à ne pas confondre avec un tunnel de stockage) moins sûre, le foin doit être parfaitement sec, mais  économique puisqu'il n'y a pas de construction de bâtiment. Le principal inconvénient reste le travail supplémentaire difficilement réalisable par une personne seule.

### Diverses meules

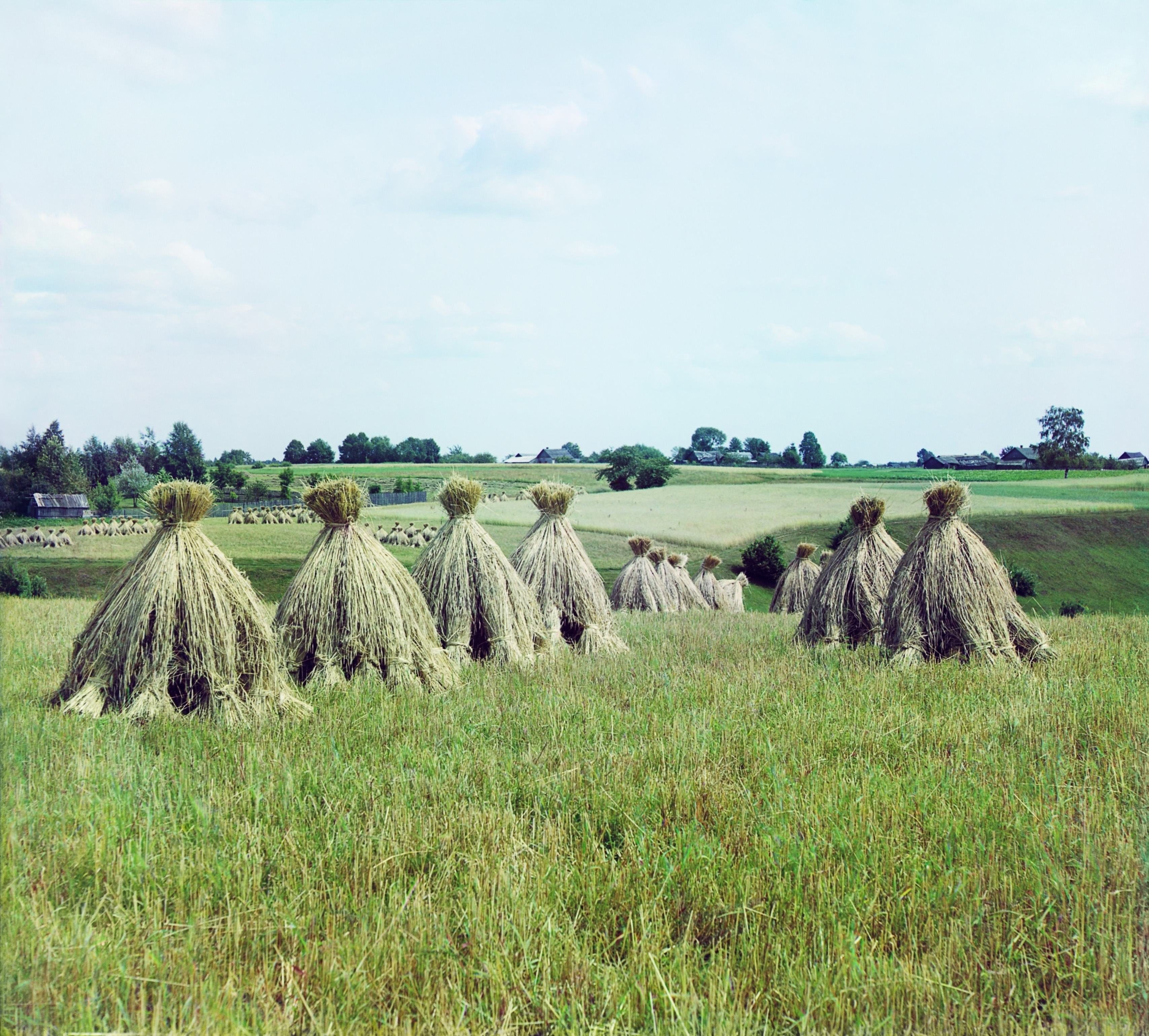
Gerbes de seigle en meulons, oblast de Vitebsk, Russie, 1912
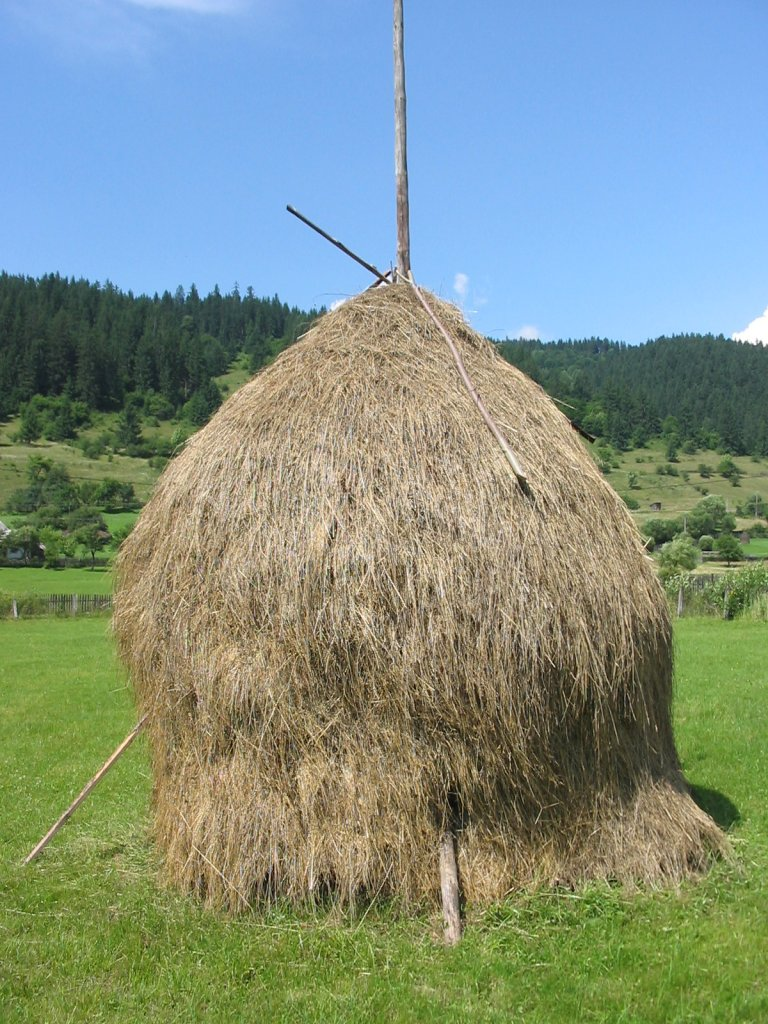
Meule de foin, Roumanie, juillet 2005
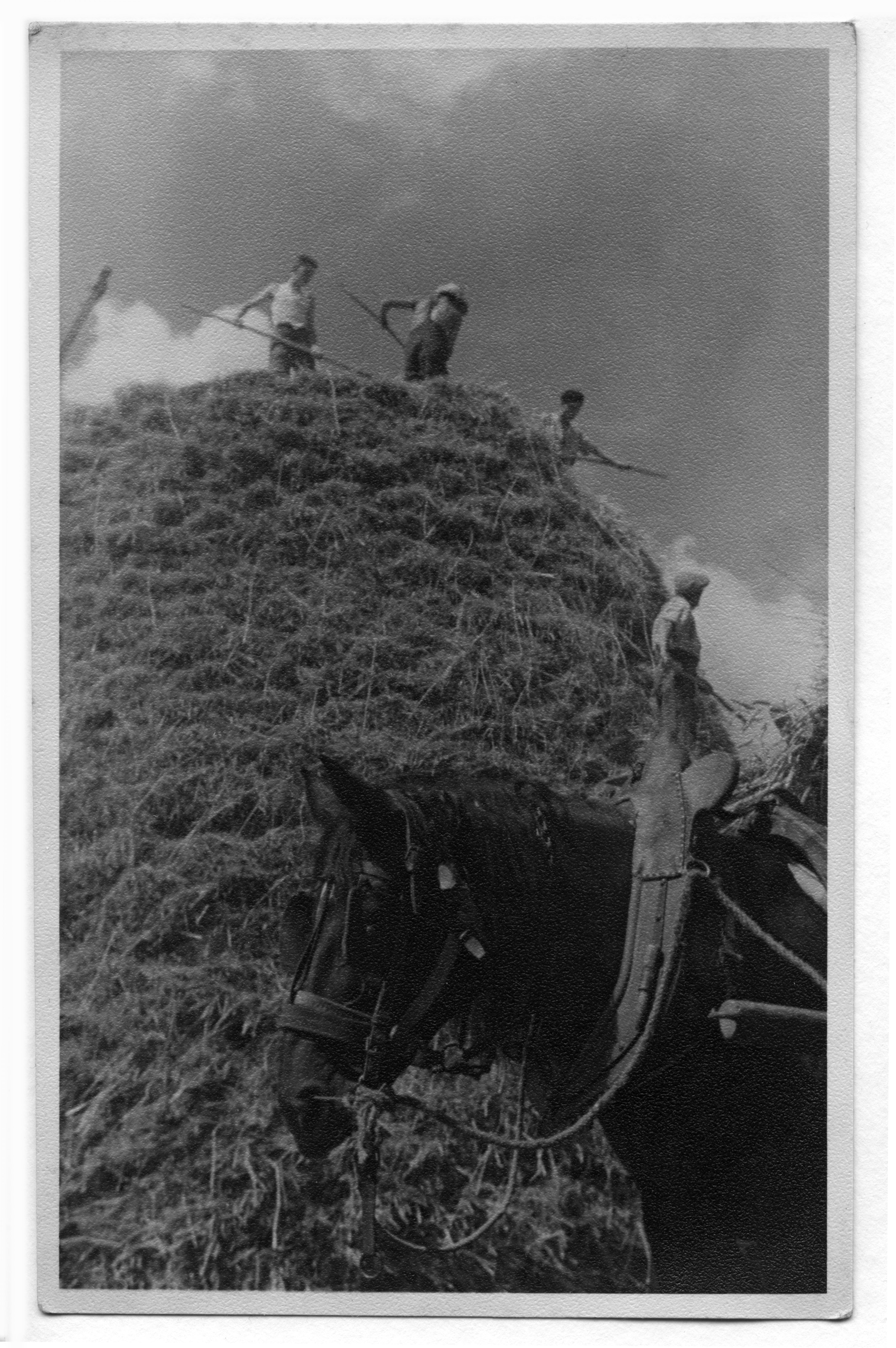
Grande meule de foin, achèvement du chapeau , Maine-et-Loire, 1944
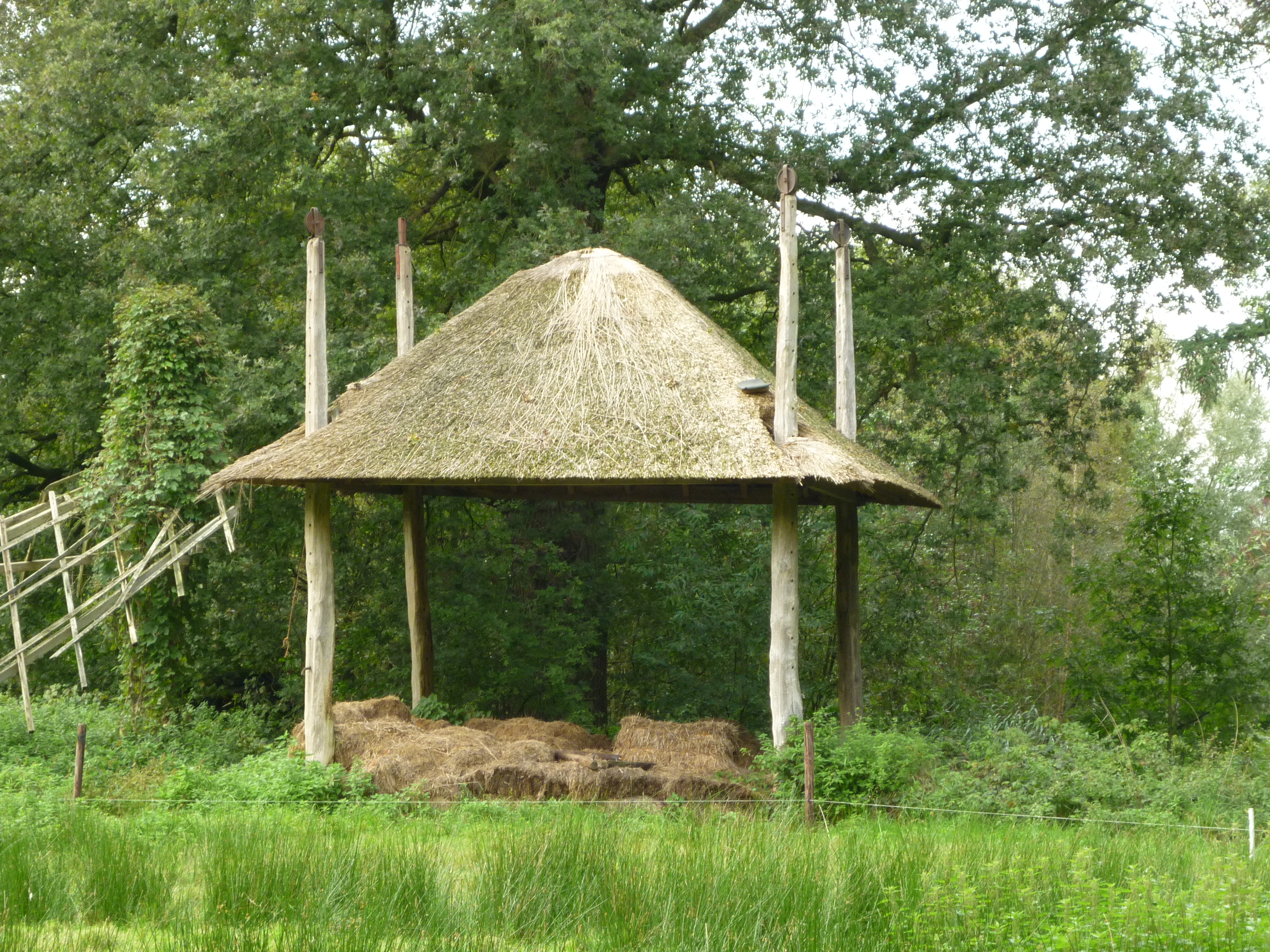
Meule avec toit à hauteur variable, Pays-Bas
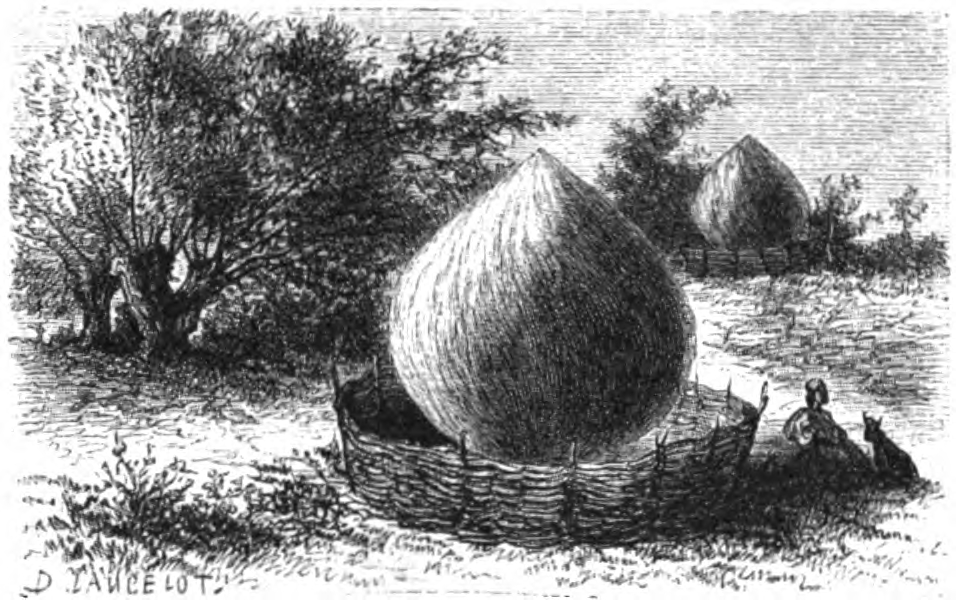
Meules de foin traditionnelles au pré, avec leurs clôtures, 1860
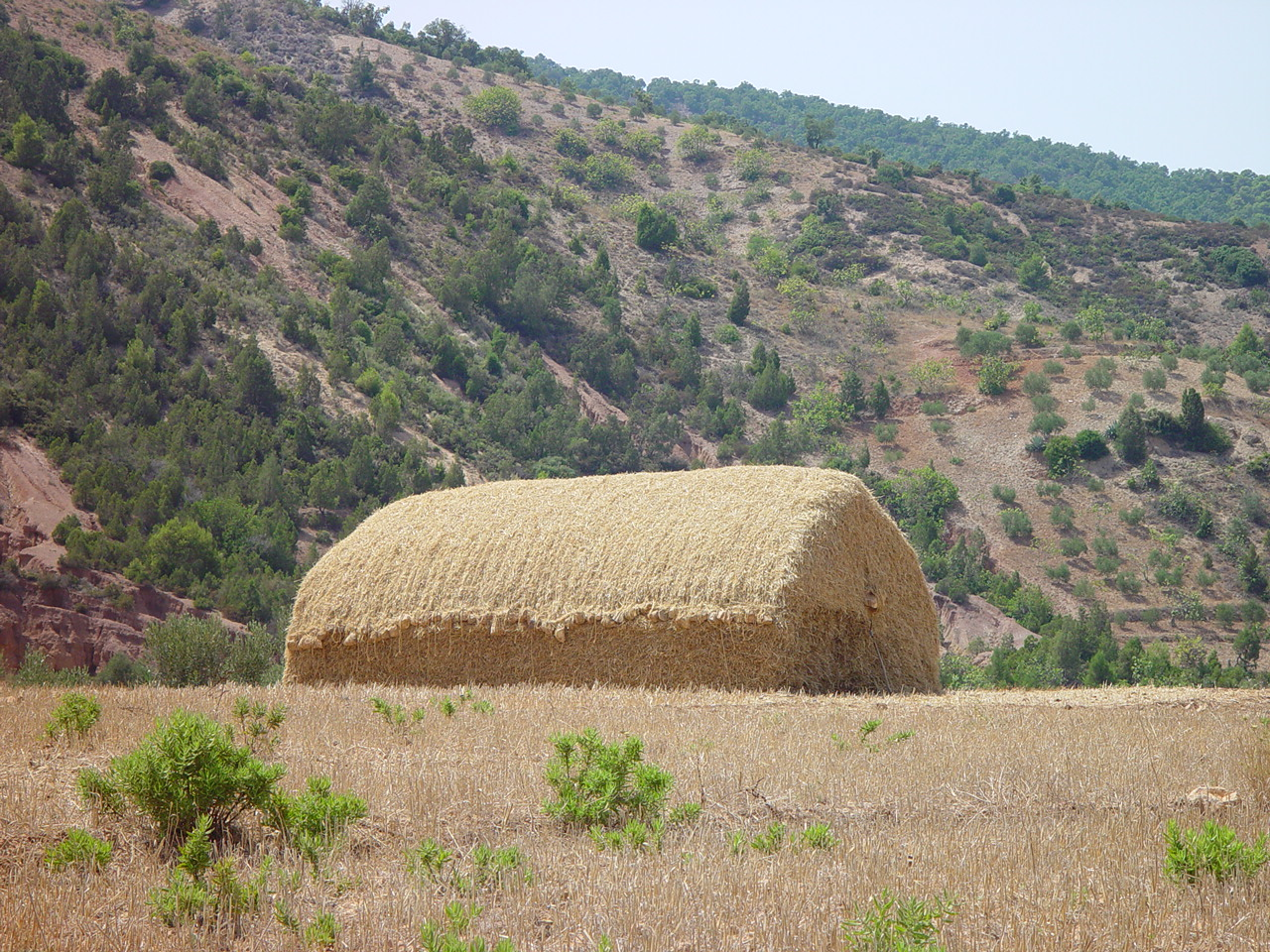
Grande meule, Temsamane, Maroc, 1978
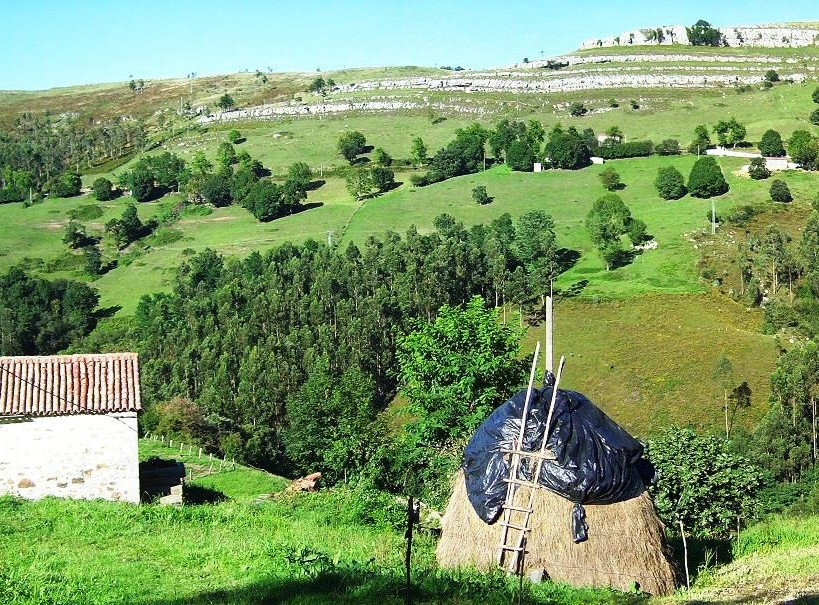
Foin (ou ensilage) en meule coiffée d'une bâche, Cantabrie, Espagne, 2006)
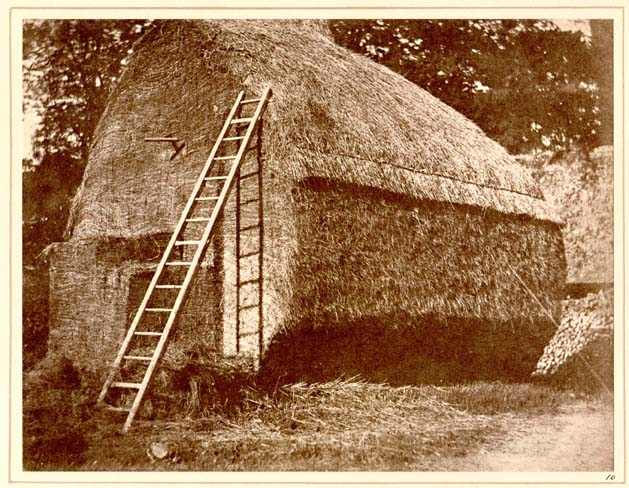
The Haystack (La Meule), photographie reprise dans The Pencil of Nature (1844) de William Henry Fox Talbot.
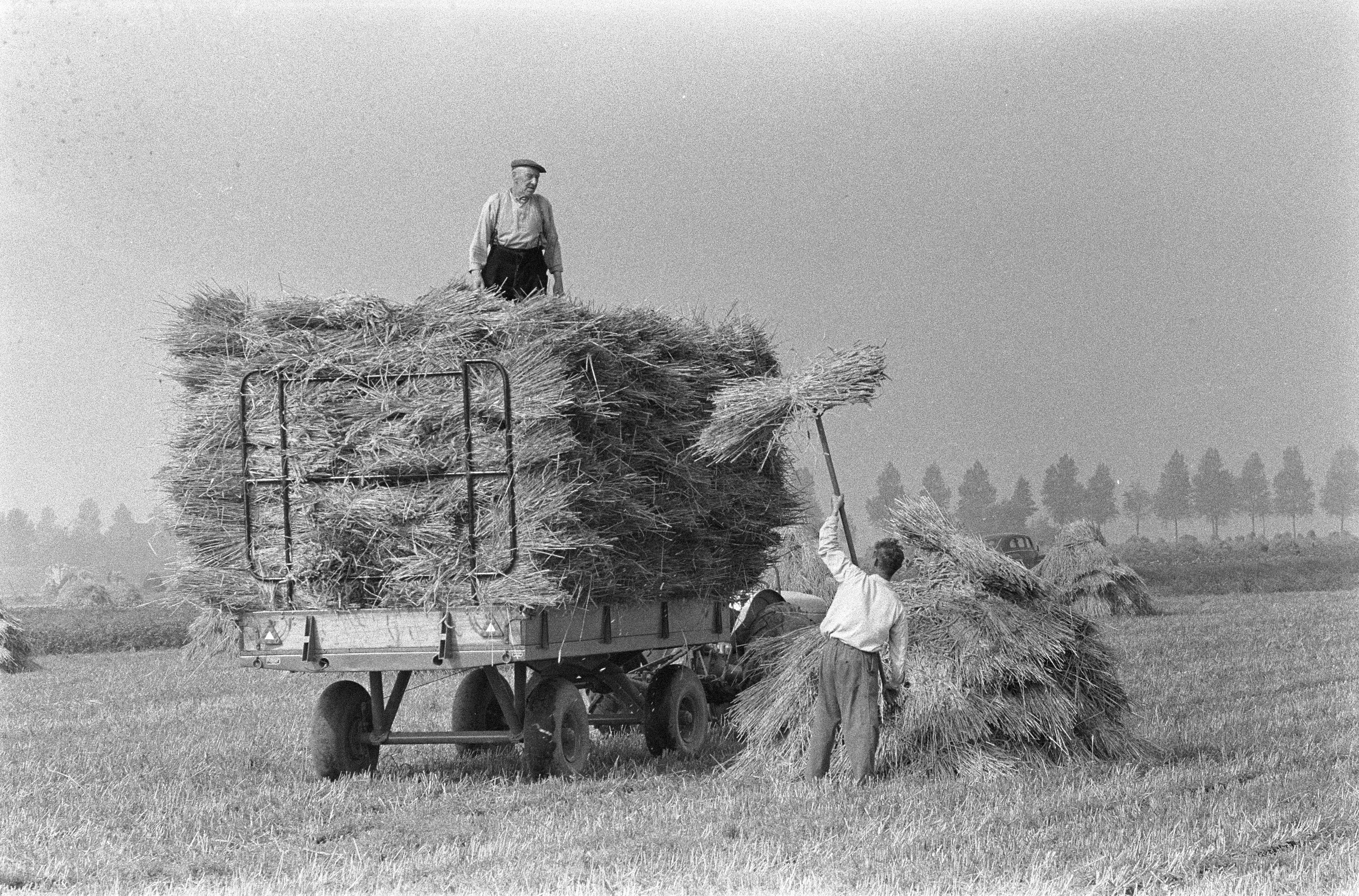
Chargement de gerbes de blé préalablement mises en meulons, Pays-Bas, 1960, Archives nationales des Pays-Bas (Anefo)

## Combustion spontanée
Les meules de foin peuvent produire de la chaleur interne due à la fermentation lactique. Si le foin est empilé avec l'herbe humide, la chaleur produite peut être suffisante pour enflammer la pile de foin. Les agriculteurs sont attentifs aux niveaux d'humidité pour éviter cette combustion spontanée, le feu se propageant ensuite très rapidement aux masses de fourrages secs.
Les maires pouvaient imposer une distance minimum entre la meule et les habitations à cause de ce risque.